# Лозего (Белуно)
Лозего (итал. Losego) је насеље у Италији у округу Белуно, региону Венето.
Према процени из 2011. у насељу је живело 204 становника. Насеље се налази на надморској висини од 704 м.